# 拉内阿努
拉内阿努（法語：Lannéanou，法語發音：[laneanu]）是法国菲尼斯泰尔省的一个市镇，位于该省东北部，属于莫尔莱区。

## 地理
拉内阿努（48°29'21"N, 3°40'19"W）面积16.17 平方千米，位于法国布列塔尼大區菲尼斯泰尔省，该省份为法国最西部的省份，位于布列塔尼半岛西部，北西南三面环大西洋，东临阿摩尔滨海省和莫尔比昂省。
与拉内阿努接壤的市镇（或旧市镇、城区）包括：博措雷勒、普卢贡旺、斯克里尼亚克、普卢伊尼欧。

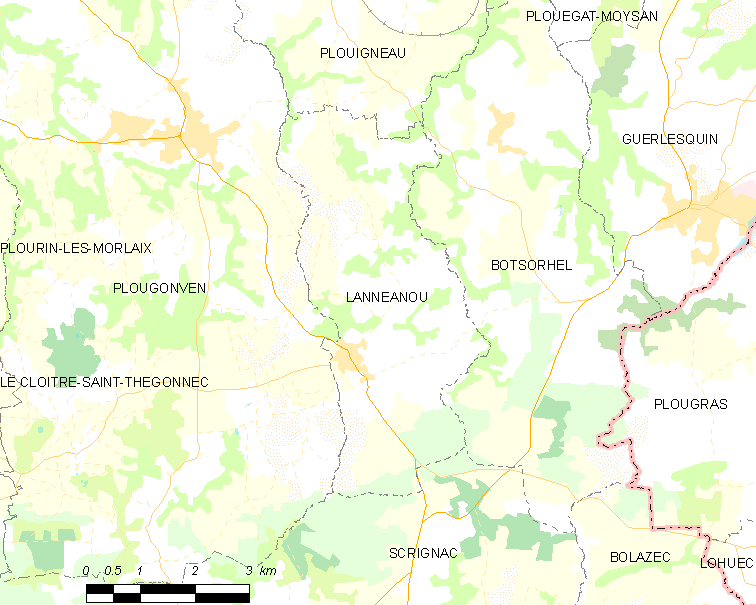
拉内阿努的OSM定位图

拉内阿努的时区为UTC+01:00、UTC+02:00（夏令时）。

## 行政
拉内阿努的邮政编码为29640，INSEE市镇编码为29114。

## 政治
拉内阿努所属的省级选区为普卢伊尼欧县。

## 人口

1962-2008年间拉内阿努人口变化图示

拉内阿努于2022年1月1日时的人口数量为341人。